# مرت میل
مرت میل (انگلیسی: Mort Mills؛ ۱۱ ژانویهٔ ۱۹۱۹ – ۶ ژوئن ۱۹۹۳) یک هنرپیشه اهل ایالات متحده آمریکا بود. وی بین سال‌های ۱۹۵۲ تا ۱۹۷۳ میلادی فعالیت می‌کرد.